# Кестутіс Кевалас
Кестутіс Кевалас (лит. Kęstutis Kėvalas; нар. 17 лютого 1972, Каунас, Литовська РСР) — литовський церковний діяч, римо-католицький архієпископ-митрополит Каунаський з 19 лютого 2020 року.

## Життєпис
Священичі свячення отримав 29 червня 2000 року.
27 вересня 2012 року папа Бенедикт XVI номінував його єпископом-помічником Каунаської архідієцезії і надав йому титулярний осідок Абзірі. Єпископську хіротонію отримав 24 листопада 2012 року.
20 квітня 2017 року папа Франциск призначив його єпископом-коад'ютором Тельшяйської дієцезії. Управління дієцезією розпочав 18 вересня 2017 року після переходу попередника єпископа Йонаса Борути на емеритуру.
19 лютого 2020 року призначений архиєпископом і митрополитом Каунаської архідієцезії.